# 織田博之
織田 博之（おだ ひろゆき）は、日本の実業家、ソニー・コンピュータエンタテインメント（SCE）Asia元プレジデント、PlayStation Asia元プレジデント、ソニー台湾（TWMC）元総経理、株式会社産直（福岡市）執行役社長・CEO。

## 人物・経歴
立教大学卒業。株式会社ニチレイに入社。1990年、ソニー株式会社に入社し、国内営業本部に務める。
1995年からソニーチャイナに出向し、中国に駐在。中国国内のコンシューマー商品のマーケティング業務に従事したのち、ソニー台湾（TWMC）の総経理・プレジデント（コンシューマー商品統括）に就任。
2007年に帰国し、VAIO事業本部のアジアビジネス統括やソニー・コンピュータエンタテインメント（SCE）アジアのプレジデントに就任し、PlayStationのアジア事業の指揮を執る。ソニー・インタラクティブエンタテインメント（SIE）シニアバイスプレジデント兼日本ビジネスオペレーション部門部門長も務めた。
2021年8月、ソニーを退職し、株式会社ALBERT執行役員ブランド戦略室長に就任。クオンタムリープ株式会社にもパートナーとして参画した。
2023年1月、福岡市に本社を持つ株式会社産直の執行役社長、CEOに就任。